# De horizon (lied)
De horizon is een lied van het Nederlandse zangduo Nick & Simon. Het werd in 2014 als single uitgebracht en stond in hetzelfde jaar als tweede track en als nieuw nummer op de tweede cd van het verzamelalbum Herinneringen - Het beste van.

## Achtergrond
De horizon is geschreven door Gordon Groothedde en Nick Schilder en geproduceerd door Groothedde. Het is een nummer uit het genre palingpop. In het lied zingen de artiesten over het pad dat je in je leven bewandeld en het soms zonder na te denken een ander pad in te gaan door de horizon te volgen. Het was een van de vier nieuwe nummers op het verzamelalbum.
Op de B-kant van de single staat Wat een nag, dat een Afrikaanse vertaling is van het eerder uitgebrachte nummer Wat een nacht. Deze versie van nummer nam het duo op voor televisieprogramma Die Suid-Afrikaanse Droom. Dit lied werd geschreven door Schilder en geproduceerd door Groothedde.

## Hitnoteringen
De zangers hadden succes met het lied in de hitlijsten van het Nederlands taalgebied. Het stond op de elfde plaats van de Nederlandse Single Top 100 in de enige week dat het in deze hitlijst te vinden was. De Nederlandse Top 40 werd niet bereikt; het kwam hier tot de derde plek van de Tipparade. Ook in de Vlaamse Ultratop 50 was er geen notering. Wel bereikte het de 37e positie van de Ultratip 100.